# TAMDAR
TAMDAR（译作对流层机载气象数据报告系统）是一个气象监测系统，由安装在商用飞机上的现场大气传感器组成，用于数据收集。它收集的信息与天气气球在高空携带的无线电探空仪收集的信息相似，由AirDat LLC公司开发。後來AirDat LLC于2013年4月被松下航空电子公司收购，现在基于美国的松下天气解决方案（Panasonic Weather Solutions）公司运营。

## 历史
在2000年初为了响应政府飞行安全提议，NASA与合作伙伴FAA，NOAA与私营公司共同合作，赞助了早期开发和评估专用多功能飞机现场大气传感器。由美国光学探测系统（ODS）公司在NASA与FAA，NOAA的合作伙伴关系支持下研发，计划在商用飞机上安装，用作有限大气数据来源，改进天气预报。已有10家航空公司装载了这一系统，测量高度、空速、湍流、风和压力及湿度。
在这个项目下，ODS计划将在货机和公务飞机等大量飞机上装备传感器和数据链组件。这些飞机的大多数时间在对流层下面飞行，并经常通过气象区域进行爬升和下降，这将产生更精确的空间和时间采样数据用于气象预报和气象模型。
参加这一活动的航空公司可以免费得到飞机收集的数据，并获得由装备TAMDAR的整个机队产生的数据。TAMDAR探头可用作机载结冰探测系统。ODS公司即将开始C型预生产探头的飞行试验，这种探头重0.7千克，而且在370km/小时速度下产生不到0.2kg的阻力。这种多功能传感器测量温度、压力和湿度，探测结冰，并计算高度、空速、湍流和空中的风。这些数据同GPS位置数据一起用数据链传输到地面站。
2014年，TAMDAR数据开始在由NOAA及其合作伙伴组成的国家mesonet计划中实施。

## 参阅
- 飞机气象数据中继（英语：Aircraft Meteorological Data Relay） (AMDAR)